# Psychotria cabuyarensis
Psychotria cabuyarensis är en måreväxtart som beskrevs av Herbert Fuller Wernham. Psychotria cabuyarensis ingår i släktet Psychotria och familjen måreväxter. Inga underarter finns listade i Catalogue of Life.